# 松塔镇
松塔镇，是中华人民共和国山西省晋中市寿阳县下辖的一个乡镇级行政单位。

## 行政区划
松塔镇下辖以下地区：
松塔村、里庄村、里思村、郭村、十字堙村、寺庄村、上龙泉村、顺华村、曲旺村、长安村、横岭村、金瑶足村、黑坪村、河头村、合立窝村、南阳坡村、黑土岩村和昌光村。